# Vélez
Vélez is een gemeente in het Colombiaanse departement Santander. De gemeente telt 19.265 inwoners (2005).

## Geboren
- Patricia Ariza (1948), dichteres en acteur

- Library of Congress Control Number: n90608670
- Nationale Bibliotheek van Israël: 987007564993405171
- Virtual International Authority File: 133820063

Aguada · Albania · Aratoca · Barbosa · Barichara · Barrancabermeja · Betulia · Bolívar · Bucaramanga · Cabrera · California · Capitanejo · Carcasí · Cepitá · Cerrito · Charalá · Charta · Chima · Chipatá · Cimitarra · Concepción · Confines · Contratación · Coromoro · Curití ·  El Carmen de Chucurí · El Guacamayo · El Peñón · El Playón · Encino · Enciso · Florián · Floridablanca · Galán · Gámbita · Girón · Guaca · Guadalupe · Guapotá · Guavatá · Güepsa · Hato · Jesús María · Jordán · La Belleza · Landázuri · La Paz · Lebrija · Los Santos · Macaravita · Málaga · Matanza · Mogotes · Molagavita · Ocamonte · Oiba · Onzaga · Palmar · Palmas del Socorro · Páramo · Piedecuesta · Pinchote · Puente Nacional · Puerto Parra · Puerto Wilches · Rionegro · Sabana de Torres · San Andrés · San Benito · San Gil · San Joaquín · Suaita · San José de Miranda · San Miguel · San Vicente de Chucurí · Santa Bárbara · Santa Helena del Opón · Simacota · Socorro · Sucre · Suratá · Tona · Valle de San José · Vélez · Vetas · Villanueva · Zapatoca